# Acura Classic 2001
Acura Classic 2001 — жіночий тенісний турнір, що проходив на відкритих кортах з твердим покриттям у Сан-Дієго (США). Належав до турнірів 2-ї категорії в рамках Туру WTA 2001. Відбувсь удвадцятьтретє і тривав з 30 липня до 5 серпня 2001 року. Друга сіяна Вінус Вільямс виграла свій другий підряд титул на цьому турнірі й отримала 125 тис. доларів США.

## Фінальна частина

### Одиночний розряд
Вінус Вільямс —  Моніка Селеш, 6–2, 6–3
- Для Вільямс це був 4-й титул в одиночному розряді за сезон і 19-й — за кар'єру.

### Парний розряд
Кара Блек /  Олена Лиховцева —  Мартіна Хінгіс /  Анна Курнікова, 6–4, 1–6, 6–4
- Для Блек це був 5-й титул за сезон і 6-й — за кар'єру. Для Лиховцевої це був 5-й титул за сезон і 14-й — за кар'єру.